# Khmerisk skrift

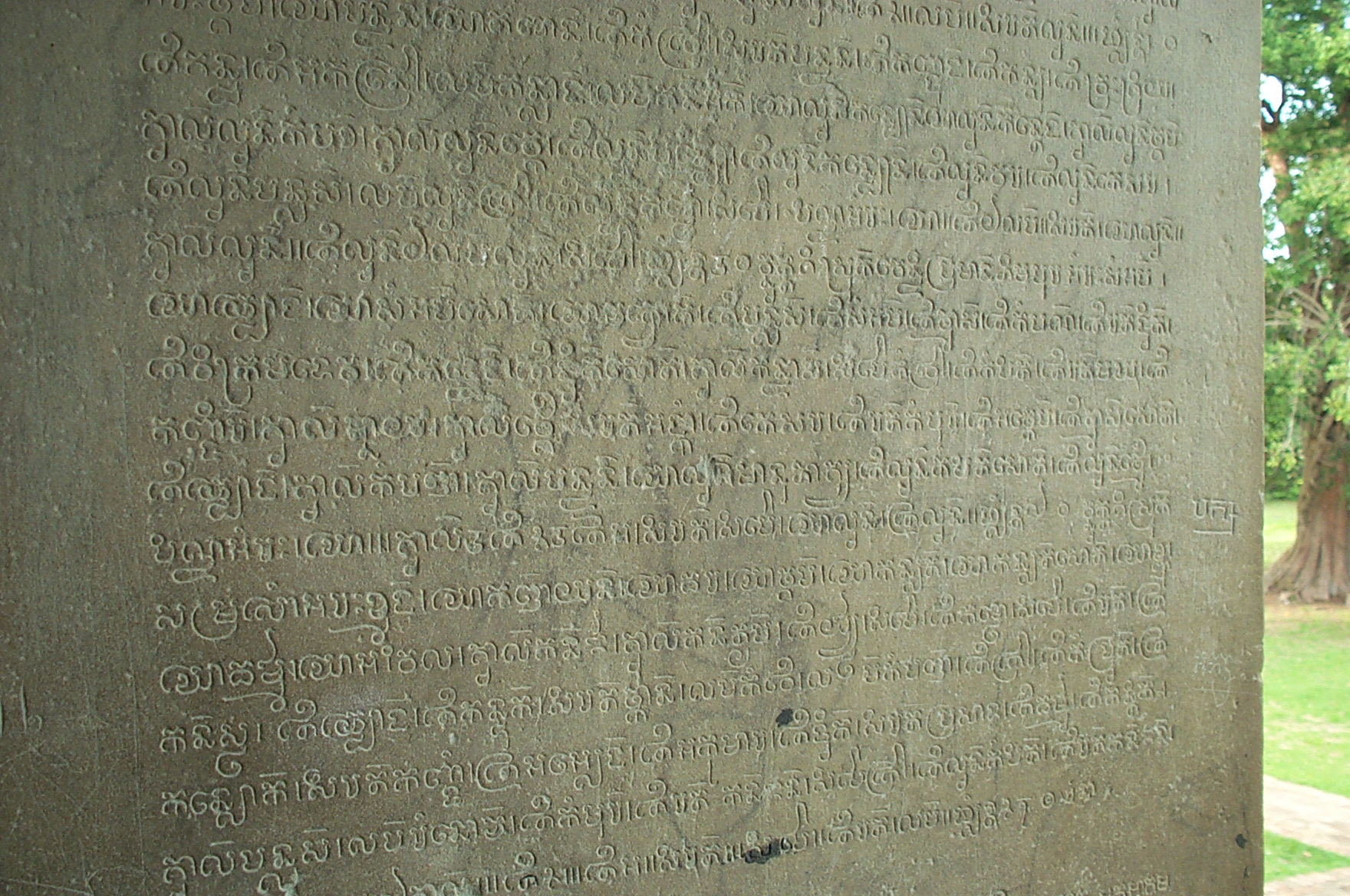
Forntida khmerisk skrift ristad i sten.

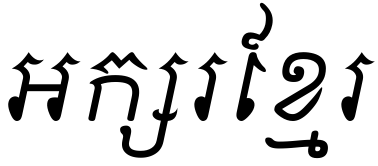
អក្សរខ្មែរ âksâr khmêr – skriftsystemets namn på khmer.

Khmerisk skrift (khmer: អក្សរខ្មែរ âksâr khmêr [ʔaʔsɑː kʰmaːe]) är ett skriftsystem som används för att skriva khmer, ett austroasiatiskt språk och det officiella språket i Kambodja. Det används också för att skriva det liturgiska språket pali i både Kambodja och Thailand.

## Historia
Khmerisk skrift bygger på pallava-skriften som i sin tur härstammar från den uråldriga brahmi-skriften som användes i södra Indien och södra Ostasien runt 500- och 400-talet f.Kr. Den äldsta kända inskriptionen på khmer hittades i Angkor Borei-distriktet i Takéo-provinsen söder om Phnom Penh och dateras till år 611. Det thailändska och laotiska skriftsystemet härstammar båda från en äldre variant av den khmeriska.

## Beskrivning
Texten skrivs från vänster till höger och alla ord i en mening skrivs vanligtvis ihop utan några mellanslag. Skriften är en abugida, vilket betyder att varje konsonantbokstav har en medföljande vokal, i det här fallet antingen â [ɑː] eller ô [ɔː]. Konsonantkluster skrivs genom att bokstaven för den inledande konsonanten kombineras med förminskade och förenklade bokstäver som i de flesta fall placeras undertill. Det finns fristående bokstäver också för vokaler men för det mesta anges vokalljud med diakritiska tecken. De flesta diakritiska tecken har två olika ljudvärden beroende på grundvokalen hos den konsonant som de modifierar. Andra diakriter kan också användas för att förändra uttalet ytterligare. Skriften har sina egna siffror och skiljetecken.

### Konsonanter
Det finns 35 konsonantbokstäver men bara 33 används i modern khmer. Alla konsonanter har en medföljande vokal som kan vara antingen â [ɑː] eller ô [ɔː]. Varje konsonant kan därmed sägas tillhöra antingen a-serien eller o-serien. En konsonants serie styr sedan hur skriftens olika vokaldiakriter ska uttalas. Serierna stod till en början för tonlösa respektive tonande konsonanter. Vokaler efter tonande konsonanter genomgick en ljudförändring som kom att bevaras även efter att distinktionen tonlös/tonande försvunnit från språket.
Varje konsonant (utom ឡ lâ) finns även i en nedsänkt variant. Dessa kallas ជើងអក្សរ cheung âksâr "bokstavsfötter" på khmer och liknar i regel den ursprungliga bokstaven men i förminskad och förenklad form. I några få fall finns det inga tydliga likheter. De flesta skrivs under huvudkonsonanten men några har en stapel som sticker upp på höger sida. Den nedsänkta varianten av bokstaven rô har dock sin stapel till vänster. Konsonantkluster kan bestå av upp till tre konsonanter: klustrets första konsonant skrivs i sin vanliga form medan den andra och eventuellt tredje skrivs i nedsänkt form. Tidigare användes nedsänkta former även för att skriva stavelsefinala konsonanter.
Konsonanterna och deras nedsänkta varianter visas i tabellen nedan. Transkription till latinska bokstäver anges dels med ALA-LC som tagits fram av American Library Association och Library of Congress i USA samt UNGEGN som tagits fram av FN. I övriga artikeln är det UNGEGN som används. Uttalet anges med IPA (internationella fonetiska alfabetet).
Bokstävernas namn är dess ljudvärde plus grundvokal, det vill säga det som anges i tabellen.
| Bokstav | Nedsänkt | ALA-LC | UNGEGN | IPA    |
| ------- | -------- | ------ | ------ | ------ |
| ក       | ្ក        | ka     | kâ     | [kɑː]  |
| ខ       | ្ខ        | kha    | khâ    | [kʰɑː] |
| គ       | ្គ        | go     | kô     | [kɔː]  |
| ឃ       | ្ឃ        | gho    | khô    | [kʰɔː] |
| ង       | ្ង        | ṅo     | ngô    | [ŋɔː]  |
| ច       | ្ច        | ca     | châ    | [cɑː]  |
| ឆ       | ្ឆ        | cha    | chhâ   | [cʰɑː] |
| ជ       | ្ជ        | jo     | chô    | [cɔː]  |
| ឈ       | ្ឈ        | jho    | chhô   | [cʰɔː] |
| ញ       | ្ញ        | ño     | nhô    | [ɲɔː]  |

| Bokstav | Nedsänkt | ALA-LC | UNGEGN | IPA    |
| ------- | -------- | ------ | ------ | ------ |
| ដ       | ្ដ        | ṭa     | dâ     | [ɗɑː]  |
| ឋ       | ្ឋ        | ṭha    | thâ    | [tʰɑː] |
| ឌ       | ្ឌ        | ḍo     | dô     | [ɗɔː]  |
| ឍ       | ្ឍ        | ḍho    | thô    | [tɔː]  |
| ណ       | ្ណ        | ṇa     | nâ     | [nɑː]  |
| ត       | ្ត        | ta     | tâ     | [tɑː]  |
| ថ       | ្ថ        | tha    | thâ    | [tʰɑː] |
| ទ       | ្ទ        | do     | tô     | [tɔː]  |
| ធ       | ្ធ        | dho    | thô    | [tʰɔː] |
| ន       | ្ន        | no     | nô     | [nɔː]  |

| Bokstav | Nedsänkt | ALA-LC | UNGEGN | IPA    |
| ------- | -------- | ------ | ------ | ------ |
| ប       | ្ប        | pa     | bâ*    | [ɓɑː]  |
| ផ       | ្ផ        | pha    | phâ    | [pʰɑː] |
| ព       | ្ព        | bo     | pô     | [pɔː]  |
| ភ       | ្ភ        | bho    | phô    | [pʰɔː] |
| ម       | ្ម        | mo     | mô     | [mɔː]  |
| យ       | ្យ        | yo     | yô     | [jɔː]  |
| រ       | ្រ        | ro     | rô     | [rɔː]  |
| ល       | ្ល        | lo     | lô     | [lɔː]  |
| វ       | ្វ        | vo     | vô     | [ʋɔː]  |
| ឝ       | ្ឝ        | śa     | shâ    | [ɕɑː]  |

| Bokstav | Nedsänkt | ALA-LC | UNGEGN | IPA   |
| ------- | -------- | ------ | ------ | ----- |
| ឞ       | ្ឞ        | ṣo     | ssô    | [ʂɔː] |
| ស       | ្ស        | sa     | sâ     | [sɑː] |
| ហ       | ្ហ        | ha     | hâ     | [hɑː] |
| ឡ       | (ingen)  | ḷa     | lâ     | [lɑː] |
| អ       | ្អ        | 'a     | 'â     | [ʔɑː] |

Bokstäverna ឝ shâ och ឞ ssô används inte i modern khmer.
Bokstaven ញ nhô förlorar kroken undertill när den kombineras med en nedsänkt konsonant (exempel: ញ្ជ nhchâ). När den kombineras med sin egen nedsänkta variant så får den senare formen av en förminskad variant av hela bokstaven snarare än den vanliga förenklade formen (exempel: ញ្ញ nhnhô).
Notera att ដ dâ och ត tâ ser likadana ut i nedsänkt form. I initiala konsonantkluster uttalas båda [d] men i övriga positioner uttalas de [d] eller [t].
Bokstäverna ដ dâ, ឋ thâ, ឌ dô, ឍ thô och ណ nâ representerade ursprungligen retroflexer i de skriftsystem som det khmeriska härstammar från. ឋ thâ, ឌ dô och ឍ thô är ovanliga och återfinns endast i ett antal lånord från pali och sanskrit av etymologiska skäl. Eftersom [n] är ett så pass vanligt språklljud så har ណ nâ gjorts om till en a-serie-motsvarighet till ន nô. Alla andra nasaler tillhör o-serien.

#### Uttalsvariationer
De aspirerade konsonanterna kh-, chh-, th- och ph- uttalas med aspiration endast när de följs av en vokal.
Ord på khmer kan inte sluta i mer än en konsonant. Nedsänkta konsonanter i slutet av ett ord, som fortfarande skrivs ut av etymologiska skäl, uttalas därför inte. De kan dock komma att uttalas när samma ord ingår som ett led i ett sammansatt ord.
I vissa ord kan en medial konsonantbokstav representera både den finala konsonanten i en stavelse och den initiala i nästa.
Bokstaven ប bâ uttalas [ɓ] endast när den följs av en vokal. Den uttalas [p] när den följs av en annan konsonant eller står i slutet av ett ord. Bokstaven kan även uttalas [p] i vissa lånord från pali och sanskrit.
Bokstäverna ដ dâ and ឌ dô uttalas [t] finalt. ត tâ uttalas [d] i en svag stavelse som slutar i en nasal.
I final position och efter vokalerna [ɑː], [aː], [iə], [ɨə], [uə], [ɑ], [a], [ĕə] och [ŭə] uttalas [k] (k-, kh-) som en glottal klusil [ʔ]. Bokstaven រ rô är stum i final position i de flesta dialekter. ស sâ uttalas [h] i final position.

#### Finala konsonanter
En konsonant som skrivs utan någon vokaldiakrit kan uttalas antingen med eller utan grundvokal och ibland kan det vara tvetydigt vilket som gäller.
I vissa ord uttalas vokalen i förkortad form, som om den modifierats med diakriten bântăk, trots att denna inte skrivits ut. Detta sker vanligen i ord som slutar i en stum, nedsänkt konsonant. För det mesta är det då den bântăk-reducerade formen av a som hörs.

#### Konsonanter för lånord
Khmerisk skrift innehåller ett antal extra konsonanter som används i lånord, främst från franska och thai. Till största delen representerar de språkljud som inte finns i inhemska ord eller där det saknas en konsonantbokstav för en av de två vokalserierna. De flesta av dem är digrafer, bildade genom att en nedsänkt variant skrivs under bokstaven ហ hâ, samt vid behov diakriten treisâpt för att ändra vokalen till ô. Bokstaven för pâ bildas dock genom att  diakriten musĕkâtônd ("muständer") placeras över bokstaven ប bâ.
| Bokstav | Beskrivning       | UNGEGN | IPA          |
| ------- | ----------------- | ------ | ------------ |
| ហ្គ      | hâ + kô           | gâ     | [gɑː]        |
| ហ្គ៊      | hâ + kô + diakrit | gô     | [gɔː]        |
| ហ្ន      | hâ + nô           | nâ     | [nɑː]        |
| ប៉       | bâ + diakrit      | pâ     | [pɑː]        |
| ហ្ម      | hâ + mô           | mâ     | [mɑː]        |
| ហ្ល      | hâ + lô           | lâ     | [lɑː]        |
| ហ្វ      | hâ + vô           | fâ, vâ | [fɑː], [ʋɑː] |
| ហ្វ៊      | hâ + vô + diakrit | fô, vô | [fɔː], [ʋɔː] |
| ហ្ស      | hâ + sâ           | žâ, zâ | [ʒɑː], [zɑː] |
| ហ្ស៊      | hâ + sâ + diakrit | žô, zô | [ʒɔː], [zɔː] |

### Vokaler
De flesta vokaler skrivs med diakritiska tecken kallade ស្រៈនិស្ស័យ srăk nissăy eller ស្រៈផ្សំ srăk phsâm "sammanfogade vokaler". Dessa kan endast skrivas i kombination med en konsonant (eller ett konsonantkluster). Vokalen uttalas efter konsonanten (eller klustret) även om den innehåller grafiska element som skrivs ovanför, under eller till vänster om konsonanten. De flesta vokaldiakriter har två olika uttal beroende på den underliggande konsonantens grundvokal. Avsaknad av en vokaldiakrit innebär ofta – men inte alltid – att konsonantens grundvokal ska uttalas.
När en vokaldiakrit kombineras med ett konsonantkluster avgörs dess uttal av klustrets dominanta konsonant. Klusiler och frikativor har företräde framför sonoranter oavsett deras position i klustret. Om det finns två dominanta konsonanter är det den senare, skriven i nedsänkt form, som avgör uttalet. En icke-dominant konsonant (och ibland även ហ hâ) får också sin grundvokal ändrad om den föregås av en dominant konsonant, även om det finns en vokal mellan dem. Alla ord följer dock inte denna regel (i synnerhet sådana med fler än två stavelser).
Vokaldiakriterna visas nedan dels fristående (beroende på typsnitt och mjukvara kan konsonantens position markeras med en streckad cirkel), dels kombinerad med bokstaven អ 'â. Ljudvärdena, som anges med IPA, återspeglar uttalet i dialekter från de nordvästra delarna, centralslätten och i synnerhet Battambangprovinsens dialekt som det nationella standardspråket bygger på. Vokalernas uttal varierar kraftigt i andra dialekter som i nordkhmer där diftongerna är jämna och västkhmer som fortfarande gör skillnad på läckande och modalt röstläge.
Vokalernas namn är ស្រៈ srăk [sraʔ] "vokal" följt av glottal klusil och vokalens a-serie-uttal.

#### Vokaldiakriter
| Diakrit | Med អ | ALA-LC | UNGEGN  | UNGEGN  | IPA     | IPA     |
| Diakrit | Med អ | ALA-LC | a-serie | o-serie | a-serie | o-serie |
| ------- | ----- | ------ | ------- | ------- | ------- | ------- |
| (ingen) | អ     | a      | â       | ô       | [ɑː]    | [ɔː]    |
| ា        | អា     | ā      | a       | éa      | [aː]    | [iːə]   |
| ិ        | អិ     | i      | ĕ       | ĭ       | [e]     | [i]     |
| ី        | អី     | ī      | ei      | i       | [əj]    | [iː]    |
| ឹ        | អឹ     | ẏ      | œ̆       | œ̆       | [ə]     | [ɨ]     |
| ឺ        | អឺ     | ȳ      | œ       | œ       | [əːɨ]   | [ɨː]    |
| ុ        | អុ     | u      | ŏ       | ŭ       | [o]     | [u]     |
| ូ        | អូ     | ū      | o       | u       | [oːu]   | [uː]    |
| ួ        | អួ     | ua     | uŏ      | –       | [uːə]   | –       |
| ើ        | អើ     | oe     | aeu     | eu      | [aːə]   | [əː]    |
| ឿ        | អឿ     | ẏa     | eua     | eua     | [ɨːə]   | [ɨːə]   |
| ៀ        | អៀ     | ia     | iĕ      | iĕ      | [iːə]   | [iːə]   |
| េ        | អេ     | e      | é       | é       | [eːi]   | [eː]    |
| ែ        | អែ     | ae     | ê       | ê       | [aːe]   | [ɛː]    |
| ៃ        | អៃ     | ai     | ai      | ey      | [aj]    | [ɨj]    |
| ោ        | អោ     | o      | aô      | oû      | [aːo]   | [oː]    |
| ៅ        | អៅ     | au     | au      | ŏi      | [aw]    | [ɨw]    |
| ុំ        | អុំ     | uṃ     | om      | ŭm      | [om]    | [um]    |
| ំ        | អំ     | aṃ     | âm      | um      | [ɑm]    | [um]    |
| ាំ        | អាំ     | āṃ     | ăm      | ŏâm     | [am]    | [ŏəm]   |
| ះ        | អះ     | aḥ     | ăh      | eăh     | [aʰ]    | [ĕəʰ]   |

De sista fyra räknas som egna vokaler med en egen plats i bokstavsordningen även om de strikt talat inte är vokaler. I övriga fall då diakriterna nĭkkôhĕt och reăhmŭkh används för finalt [m] respektive [h] räknas de som vanliga diakriter.

#### Ligaturer
De flesta konsonanter, inklusive några av de nedsänkta formerna, bildar ligaturer när de kombineras med a ( ា) och andra vokaldiakriter som innehåller samma käppliknande symbol. De flesta är lätta att identifiera, men det finns undantag: i synnerhet de som innehåller bokstaven ប bâ. När den kombineras med a får den formen បា för att inte förväxlas med bokstaven ហ hâ och ligaturen ចា cha.

#### Fristående vokaler
Fristående vokaler är vokalbokstäver som kan skrivas utan att behöva fästas vid en konsonant. De används i vissa ord för att skriva en kombination av en vokal och en initial glottal stöt eller likvid ([l] eller [r]). De används i ett fåtal ord som mestadels är av indoeuropeiskt ursprung. Deras användning och uttal är därför ganska oregelbundet. Det finns dock ett fåtal ord där de förekommer som används tämligen ofta.
Namngivningen av bokstäverna är samma som för vokaldiakriterna: ស្រៈ srăk [sraʔ] "vokal" följt av det första av de uttal som anges nedan. Enda undantaget är ឥ vars namn uttalas [sraʔ ʔeʔ].
| Bokstav | ALA-LC                    | UNGEGN                    | IPA                       |
| ------- | ------------------------- | ------------------------- | ------------------------- |
| ឥ       | i                         | ĕ                         | [ʔə], [ʔɨ], [ʔəj]         |
| ឦ       | ī                         | ei                        | [ʔəj]                     |
| ឧ       | u                         | ŏ, ŭ                      | [ʔo], [ʔu], [ʔao]         |
| ឨ       | (föråldrad; motsvarar ឧក) | (föråldrad; motsvarar ឧក) | (föråldrad; motsvarar ឧក) |
| ឩ       | ū                         | (ou)                      | [ʔou], [ʔuː]              |
| ឪ       | ýu                        | âu                        | [ʔəw]                     |
| ឫ       | ṛ                         | rœ̆                        | [rɨ]                      |
| ឬ       | ṝ                         | rœ                        | [rɨː]                     |
| ឭ       | ḷ                         | lœ̆                        | [lɨ]                      |
| ឮ       | ḹ                         | lœ                        | [lɨː]                     |
| ឯ       | ae                        | ê                         | [ʔae], [ʔɛː], [ʔeː]       |
| ឰ       | ai                        | ai                        | [ʔaj]                     |
| ឱ,ឲ     | o                         | aô                        | [ʔao]                     |
| ឳ       | au                        | au                        | [ʔaw]                     |

ឲ är en variant av ឱ som endast finns belagd i två ord.

### Diakriter
Utöver vokaldiakriterna används ett flertal andra diakriter för att vidare förändra uttal.
| Diakrit | Namn                            | Beskrivning |
| ------- | ------------------------------- | --- |
| ំ        | និគ្គហិត nĭkkôhĕt                  | Niggahīta på pali. Besläktad med anusvara. Markerar finalt [m]. Långa vokaler görs dessutom om till korta. Betraktas vanligen som en vokal. |
| ះ        | រះមុខ reăhmŭkh "skinande ansikte" | Besläktad med visarga. Markerar finalt [h]. |
| ៈ        | យុគលពិន្ទុ yŭkôleăkpĭntŭ            | En relativt ny diakrit som markerar att en konsonant följs av [a] (a-serie) eller [ĕə] (o-serie) samt en glottal klusil. |
| ៉        | មូសិកទន្ត musĕkâtônd "muständer"   | Omvandlar konsonanterna ង, ញ, ម, យ, រ och វ till a-serie. Den används också för att markera att ប bâ ska uttalas [p]. |
| ៊        | រីសព្ទ treisâpt                   | Omvandlar konsonanterna ស, ហ, ប och អ till o-serie. |
| ុ        | ក្បៀសក្រោម kbiĕh kraôm              | Används istället för musĕkâtônd och treisâpt när positionen ovanför konsonanten upptas av en vokaldiakrit. |
| ់        | បន្តក់ bântăk                     | Markerar att vokalen ska uttals kort (se nedan). |
| ៌        | របាទ rôbat / រេផៈ répheăk          | Motsvarar repha i devanagari. Den står ursprungligen för ett r-ljud men nu markerar den i regel att konsonanten den modifierar inte ska uttalas. |
| ៍        | ទណ្ឌឃាដ tôndâkhéat                | Skrivs över en final konsonant för att markera att den inte ska uttalas. |
| ៎        | កាកបាទ kakâbat                    | Markerar den stigande intonationen i ett utrop eller interjektion. |
| ៏        | អស្តា âsda "nummer åtta"          | Markerar att konsonanten ska uttalas med sin grundvokal snarare än som en final konsonant. |
| ័        | សំយោគសញ្ញា sanhyoŭk sannha          | Används i lånord från sanskrit och pali för att markera att stavelsen innehåller en viss kort vokal. Den motsvarar vokaldiakriten a/éa med bântăk (ក័ក motsvarar កាក់). Dess o-serie-uttal blir dock [ɨ] före finalt y och [ɔə] före finalt (och stumt) r. |
| ៑        | វិរាម vĭréam                      | Föråldrad diakrit besläktad med virama som avlägsnar en konsonants grundvokal. |

Diakriten bântăk, som har formen av ett vertikalt streck ovanför en stavelses sista konsonant har följande effekt på de olika vokalerna:
- I en stavelse med grundvokal â kortas vokalen till [ɑ] vilket transkriberas á.
- I en stavelse med grundvokal ô kortas vokalen till [u] före en final labial konsonant, annars [ŭə]. Detta transkriberas ó.
- I en stavelse med vokaldiakriten  ា a i a-serie kortas vokalen till [a] vilket transkriberas ă.
- I en stavelse med vokaldiakriten  ា éa i o-serie kortas vokalen till [ĕə] före k, ng och h, annars [ŏə]. Detta transkriberas eă respektive oă.

### Skiljetecken
Ord på khmer skrivs ihop utan mellanslag. Mellanslag fungerar istället ungefär som kommatecken i svenska, men kan även användas för att framhäva exempelvis nummer och egennamn. Västerländska skiljetecken är ganska vanliga i moderna texter på khmer, inklusive gåsögon som citationstecken. Även traditionella khmeriska skiljetecken används fortfarande.
| Tecken | Namn                                                 | Beskrivning                                                      |
| ------ | ---------------------------------------------------- | ---------------------------------------------------------------- |
| ។      | ខណ្ឌ khăn                                             | Används som punkt.                                               |
| ៘      | ល៉ៈ lăk                                                | Motsvarar förkortningen etc.                                     |
| ៗ      | លេខទោ lékhtoŭ "siffran två"                            | Upprepningstecken. Markerar att ett ord eller fras ska upprepas. |
| ៕      | បរិយោសាន bâriyaôsan                                     | Avslutar en text eller ett kapitel.                              |
| ៚      | គោមូត្រ koŭmot "ko-urin"                                | Avslutar en poetisk eller religiös text.                         |
| ៙      | ភ្នែកមាន់ phnêkmoăn "tuppöga"                            | Inleder en poetisk eller religiös text.                          |
| ៖      | ចំណុចពីរគូស châmnŏch pi kus "två punkter och ett streck" | Används som kolon.                                               |

Bindestreck (khmer: សហសញ្ញា sâhâ sânhnha) används ungefär som på svenska: för avstavning och mellan tal för att beteckna intervall och datum. Det används även för att skilja delarna i ett personnamn.

### Siffror
Den khmeriska skriftens siffror härstammar liksom bokstäverna från äldre sydindiska skriftsystem. Också västerländska siffror används om än i mindre utsträckning. Komma används som decimaltecken och punkt som tusentalsavgränsare.
|   |   | Namn | ALA-LC    | UNGEGN    | IPA                       |
| - | - | ---- | --------- | --------- | ------------------------- |
| 0 | ០ | សូន្យ  | sūny      | sony      | [soun]                    |
| 1 | ១ | មួយ   | muay      | muŏy      | [muəj]                    |
| 2 | ២ | ពីរ   | bīr       | pir       | [piː], ([pɨːl])           |
| 3 | ៣ | បី    | pī        | bei       | [ɓəj]                     |
| 4 | ៤ | បួន   | puan      | buŏn      | [ɓuən]                    |
| 5 | ៥ | ប្រាំ   | prâṃ      | prăm      | [pram]                    |
| 6 | ៦ | ប្រាំមួយ | prâṃ muay | prăm muŏy | [pram muəj]               |
| 7 | ៧ | ប្រាំពីរ | prâṃ bīr  | prăm pir  | [pram piː], ([pram pɨːl]) |
| 8 | ៨ | ប្រាំបី  | prâṃ pī   | prăm bey  | [pram ɓəj]                |
| 9 | ៩ | ប្រាំបួន | prâṃ puan | prăm buŏn | [pram ɓuən]               |

## Bokstavsordning
Konsonanter och vokaldiakriter sorteras i den ordning de visas i tabellerna ovan. De behandlas i den ordning de uttalas: huvudkonsonant, nedsänkt konsonant och slutligen vokaldiakrit. En stavelse utan vokaldiakrit betraktas som att den uttalas med grundvokal och sorteras före övriga vokaler.
Vokaler sorteras före konsonanter vilket innebär att stavelser utan nedsänkt konsonant sorteras före de med.
Ord som stavas med en fristående vokal som uttalas med inledande glottal stöt sorteras tillsammans med motsvarande kombination av អ 'a och vokaldiakrit. Om det uttalas med inledande [r] eller [l] sorteras det efter alla ord som stavas med រ rô respektive ល lô.
Vokaldiakriter sorteras före övriga diakriter. Ett undantag är ប៉ (bâ som ändrats till ett [p]-ljud) sorteras direkt efter omodifierad ប bâ. Ibland kan ord i vilka ប bâ uttalas som p sorteras som om de var skrivna med ប៉.
Fyra kombinationer av diakriter, illustrerade av stavelserna អុំ, អំ, អាំ och អះ, ses som egna vokaler och sorteras direkt efter övriga vokaler. Övriga kombinationer med reăhmŭkh sorteras som att diakriten är en final konsonant som sorteras efter alla andra konsonanter. Ord med bântăk och sanhyoŭk sannha sorteras omedelbart efter motsvarande ord utan diakriter.

## Stilar

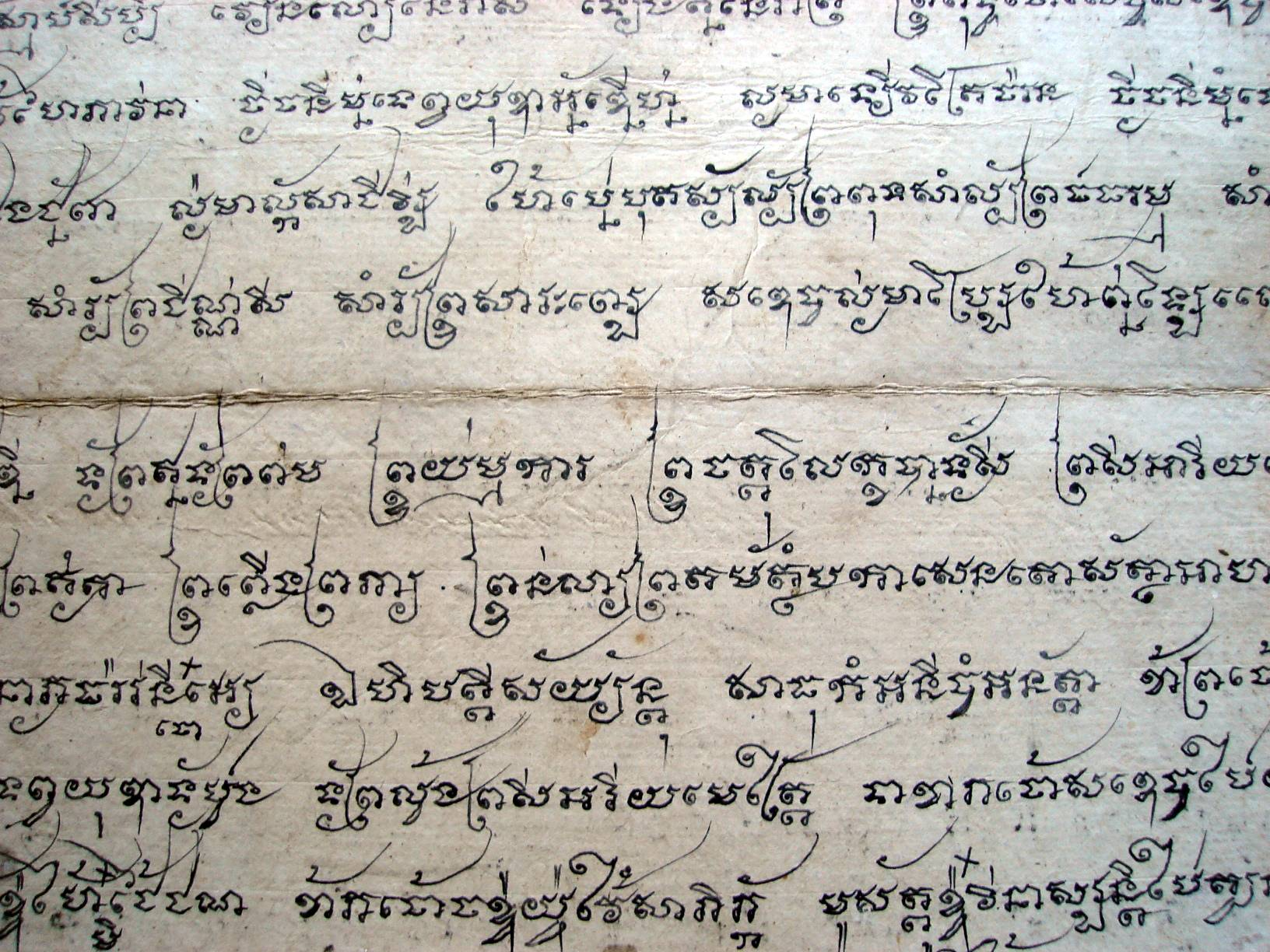
អក្សរខម âksâr khâm i en bok från templet Wat Khung Taphao i Uttaradit-provinsen i Thailand. Trots att den är skriven med khmerisk skrift så är all text på thailändska.

Den khmeriska skriften skrivs med flera olika stilar som används i olika sammanhang. De två vanligaste är âksâr chriĕng "vinklad skrift" och âksâr mul "rund skrift".
- Âksâr chriĕng (អក្សរជ្រៀង) syftar på lutande (oblika) bokstäver. Hela texter som exempelvis romaner kan vara skrivna i âksâr chriĕng. Till skillnad från svenska texter har lutande bokstäver ingen särskild betydelse såsom att betona ett ord eller återge ett citat.
- Âksâr chhôr (អក្សរឈរ) eller Âksâr tráng (អក្សរត្រង់) syftar på upprättstående bokstäver. De flesta moderna typsnitt designas så snarare än lutande, eftersom tecknen sedan lätt kan vinklas av programvaror.
- Âksâr khâm (អក្សរខម) är en stil som används i texter på pali som är skrivna på palmpapper. Den kännetecknas av skarpare serifer och vinklar och bevarar vissa ålderdomliga drag. Den används för yantra-tatueringar och yantran på tyg, papper och mässingsplattor i Kambodja och Thailand.
- Âksâr mul (អក្សរមូល) är en kalligrafisk stil som liknar âksâr khâm och liksom den bevarar vissa ålderdomliga drag. Namnet, som betyder "rund skrift", syftar på stilens tjocka bokstäver. Den används för titlar och för rubriker i dokument och böcker, samt på sedlar, skyltar och flaggor. Den används ibland också för att betona viktiga substantiv, exempelvis namn på kungligheter, i texter skrivna med en annan stil.

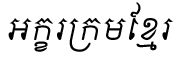
âksâr chriĕng
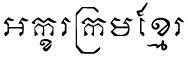
âksâr khâm
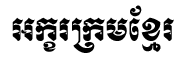
âksâr mul

## Unicode
Khmerisk skrift ingår i Unicode-standarden för teckenkodning sedan version 3.0 som släpptes i september 1999. Den innehöll då 103 kodpunkter vilket  sedan utökades till 114 i version 4.0 i april 2003. Version 4.0 introducerade även ett nytt block innehållande symboler för dagar och speciella skott-månader i den khmeriska månkalendern. De två blocken använder kodpunkterna U+1780–U+17FF respektive U+19E0–U+19FF.
Två tecken har ogiltigförklarats: ឣ (U+17A3) och ឤ (U+17A4) var tänkta att användas vid transkription av pali och sanskrit men är identiska med konsonanten អ 'a skriven ensam respektive med vokaldiakriten a.

### Kodning av nedsänkta former
Ett speciellt tecken kallat coeng "fot" (UNGEGN: ceung) används för att markera att nästa bokstav ska skrivas i nedsänkt form. Modellen liknar den virama-modell som används för många indiska skriftsystem. I Unicode kan virama uppträda dels som ett synligt diakritiskt tecken som markerar att en bokstavs grundvokal inte ska uttalas, dels som ett osynligt tecken som gör att de två bokstäverna på var sida skrivs ihop i en ligatur. Från kambodjanskt håll riktades skarp kritik mot denna lösning. Man upplevde det som att man blev påtvingad en ny diakrit utan förankring i den khmeriska skriften och man såg hellre en lösning där de nedsänkta bokstäverna behandlades som egna diakritiska tecken med separata kodpunkter. Modellen kritiserades också för att vara ineffektiv: varje nedsänkt bokstav kräver två separata tecken (som i UTF-8 tar upp tre byte styck).